# Cornelis Johannes Heij

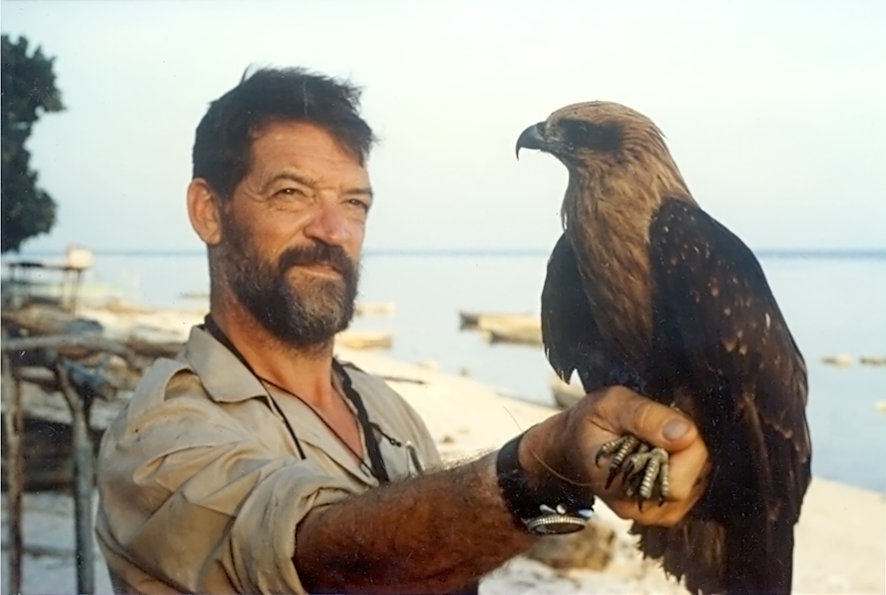
Kees Heij in 1991 met Brahmaanse wouw op het eiland Boano

Cornelis Johannes (Kees) Heij (Rotterdam, 19 februari 1940) is een Nederlandse bioloog, lerarenopleider en ornitholoog.

## Opleiding
Hij volgde een opleiding voor onderwijzer en daarna (in 1970) haalde hij de akte van bekwaamheid tot het geven van Middelbaar Onderwijs in de plant- en dierkunde aan de Rijks Universiteit te Utrecht. In 1972 deed hij met succes het doctoraal biologie aan deze universiteit en in 1985 promoveerde hij aan de Vrije Universiteit Amsterdam. Hij werkte lange tijd als docent aan verschillende PA's te Rotterdam en van 1972 tot 1975 aan het Colegio Arubano (middelbare school op Aruba).

## Studie aan huismussen
Zijn proefschrift was een studie over de ecologie van de huismus in verschillende types leefgebieden. In de jaren 1980 werd in Nederland betrekkelijk weinig onderzoek gedaan aan deze toen nog algemene vogel. Ook later heeft hij nog een aantal publicaties over huismussen geschreven vaak samen met Kees Moeliker over de achteruitgang en mogelijke oorzaken daarvan. In 2004 en 2016 werd de huismus als "gevoelig" op de rode lijst geplaatst.

## In Indonesië
Hij werkte tussen 1988-1992 als universitair docent op Ambon, Indonesië aan de Universitas Pattimura. In 1992 moest hij Indonesië verlaten door een conflict tussen minister Pronk en president Soeharto waardoor de Nederlandse ontwikkelingshulp aan Indonesië ophield.
Tussen 1990 en 1994 maakte hij (samen met lokale gidsen en met Kees Moeliker) studie van de uitgestorven gewaande boanomonarch (Monarcha boanensis) op het eilandje Boano (tussen Buru en Ceram).
In de periode 1994-1996 keerde hij regelmatig terug naar Indonesië om studie te maken van het broedgedrag van het Moluks boshoen (Eulipoa wallacei) op het eilandje Haruku bij Ambon.
Sinds 1996 gaat hij regelmatig naar de Molukken en de naastliggende eilanden van West-Papoea. Hij organiseert expedities, soms met Kees Moeliker en lokale gidsen en verzamelde materiaal voor het Natuurhistorisch Museum Rotterdam. In 1999 werd er een dierluis, de veerluis (Oxylipeurus heiji) door Heij verzameld en als nieuw voor de wetenschap beschreven door de Duitse bioloog Von Eberhard Mey.
In 2001 ontdekte Heij op het eiland Waigeo (West-Papoea) de kop van een door een jager bemachtigde Bruijns boskalkoen (Aepypodius bruijnii). Dit hoen werd meer dan 60 jaar lang als uitgestorven beschouwd. De ontdekking van een vitale populatie van dit hoen werd een jaar later echter door anderen geclaimd.
Heij schreef een biografie over Antonie Augustus Bruijn, een Nederlandse natuuronderzoeker en handelaar in naturalia uit de 19de eeuw in Indonesië.

## Oeuvre
Kees Heij is collectie-adviseur aan het Natuurhistorisch Museum te Rotterdam. Hij heeft ongeveer 250 publicaties op zijn naam staan, meestal over vogels en populairwetenschappelijk van aard.

### Publicates (selectie)
- (en) Heij, C.J., 1985. Comparative Ecology of the House Sparrow, Passer domesticus in Rural, Suburban an Urban Situations. VU Amsterdam.
- C.W. Moeliker & C.J. Heij, 1995. The rediscovery of Monarcha boanensis (Aves: Monarchidae) from Boano Island, Indonesia. DEINSEA2: 123-143. full text (en)  en samenvatting in het Nederlands
- (en) Heij,C.J.,& J.N.J.Post. 2001. Bruijn’s Brush-turkey, Aepypodius bruijnii, rediscovered on Waigeo. Megapode newsletter 15(1):2-5.
- (en) Heij, C.J., Rompas, C.F.E., & Moeliker, C.W.. 1997. The biology of the Moluccan Megapode, Eulipoa wallacei, (Aves,Galliformes, Megapodiidae) on Haruku and other Moluccan Islands: part 2, Final report Deinsea (3):1-160.
- Heij, dr. C.J., 2011. Biographical Notes of Antonie Augustus Bruijn (1842-1890). IBP Press, Bogor. ISBN 978-979-493-294-0. Nederlandse samenvatting: Antonie Augustus Bruijn (1842-1890): het leven van de mysterieuze dierenhandelaar ontrafeld
- Kees Heij en Jacques Vos, 2016. De huismus. Atlas Contact, Uitgeverij. 160 p. ISBN 9789045030234

- International Standard Name Identifier: 0000 0000 3681 5755
- Library of Congress Control Number: n2008009827
- Virtual International Authority File: 70856926
- WorldCat: E39PBJrWxmbhCQ7Hfb6xbrPqQq